# John D. Bulkeley

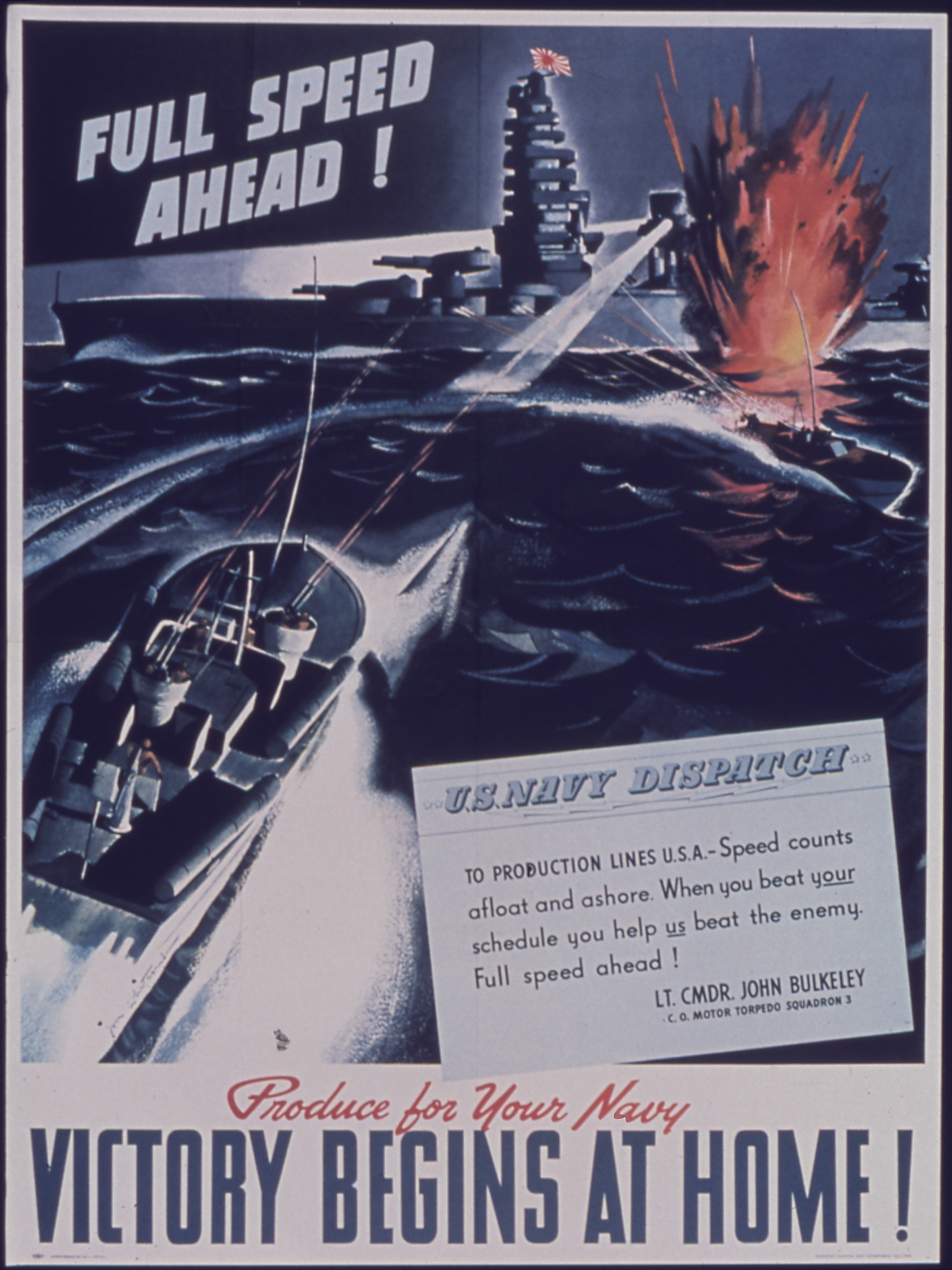
Plakat propagandowy z okresu II wojny światowej z cytatem z Johna D. Bulkeleya

John Duncan Bulkeley (ur. 19 sierpnia 1911 w Nowym Jorku, zm. 6 kwietnia 1996 w Silver Spring w stanie Maryland) – wiceadmirał United States Navy, jeden z najbardziej odznaczonych oficerów w historii amerykańskiej marynarki wojennej.

## Życiorys

### Wczesne lata i kariera
Urodził się w Nowym Jorku, a dorastał na farmie w Hackettstown w stanie New Jersey, gdzie ukończył szkołę średnią. W 1933 roku ukończył studia w Akademii Marynarki Wojennej Stanów Zjednoczonych.
W grudniu 1936 roku został przydzielony do United States Asiatic Fleet, gdzie został mianowany oficerem inżynieryjnym na pokładzie USS „Sacramento” (PG-19) w Chinach, gdzie był świadkiem japońskiej inwazji na chińskie miasta Shantou i Szanghaj oraz incydentu z USS „Panay” podczas II wojny chińsko-japońskiej.

### II wojna światowa
Na początku II wojny światowej był porucznikiem dowodzącym Motor Torpedo Boat Squadron Three, stacjonującym na Filipinach oddziałem sześciu motorowych łodzi torpedowych. Dał się poznać jako odważny, pomysłowy i dzielny dowódca. 11 marca 1942 roku zabrał gen. Douglasa MacArthura, jego rodzinę i najbliższy personel, którym wydano rozkaz ewakuacji z Filipin wobec japońskiej inwazji, na pokład PT 41 i innych łodzi torpedowych, którymi przepłynął ponad 600 mil morskich (1000 km) otwartego oceanu. Po przybyciu na wsypę Mindanao MacArthur powiedział do niego: „Wyciągnąłeś mnie z paszczy śmierci. Nigdy tego nie zapomnę”. Za pomyślną ewakuację gen. MacArthura i inne bohaterskie czyny z kampanii filipińskiej Bulkeley został odznaczony Medalem Honoru.

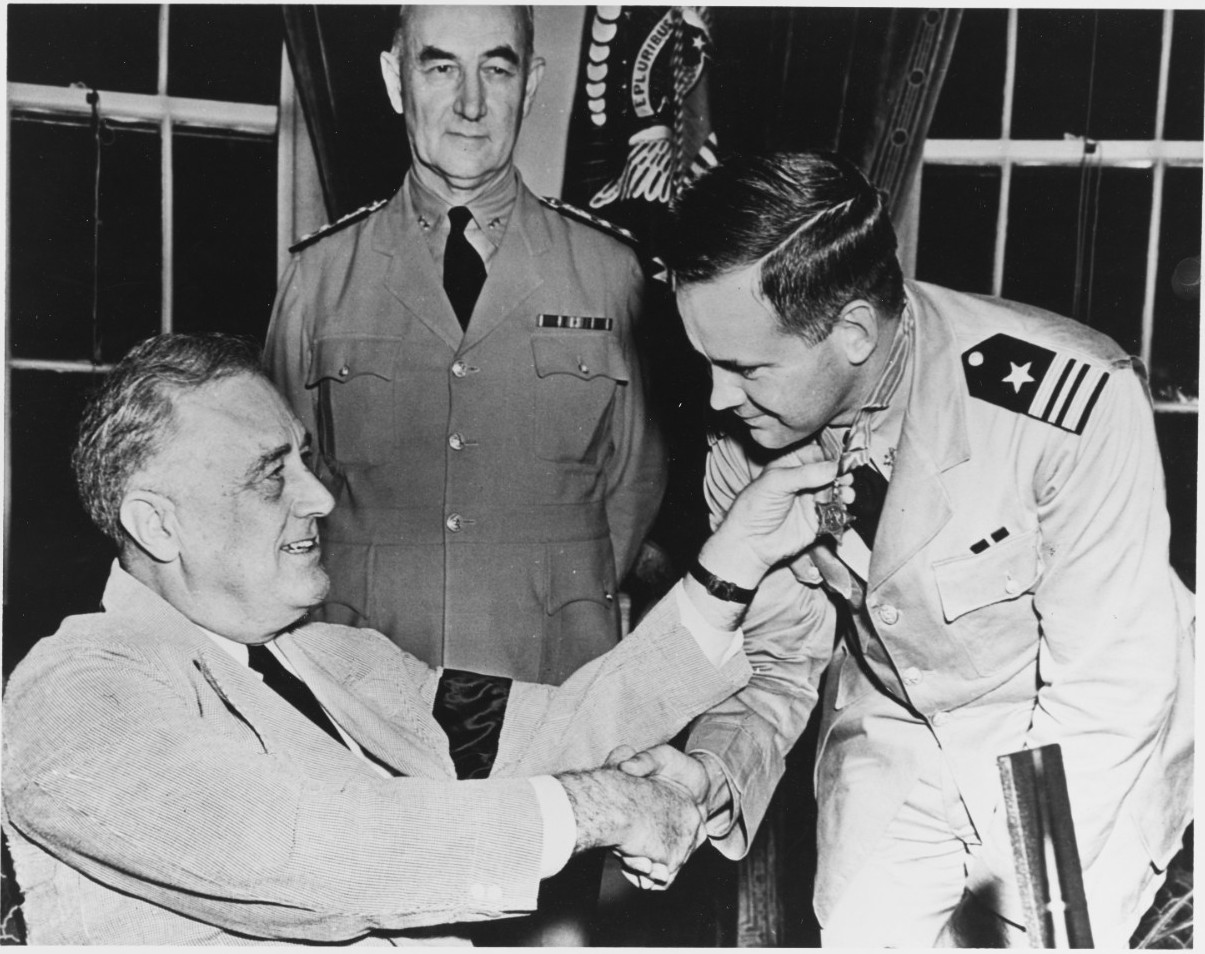
John D. Bulkeley odznaczany Medalem Honoru przez prezydenta Franklina Delano Roosevelta

We wrześniu 1942 roku, przebywając w Stanach Zjednoczonych i pomagając w zbieraniu obligacji wojennych jako komandor porucznik, Bulkeley spotkał byłego ambasadora USA w Wielkiej Brytanii Josepha Kennedy’ego w nowojorskim Hotelu Plaza, a wkrótce potem odegrał kluczową rolę w rekrutacji por. Johna F. Kennedy’ego do Centrum Szkolenia Łodzi Torpedowych Marynarki Wojennej w Mellville w stanie Rhode Island. Bohaterskie dowodzenie łodzią PT-109 przez Kennedy’ego w wojnie na Pacyfiku pomogło mu rozpocząć jego pierwszą kampanię do Kongresu.
W 1944 roku Bulkeley wziął udział w inwazji na Normandię. Dowodził torpedowcami i trałowcami, oczyszczając szlaki do plaży Utah, powstrzymując niemieckie E-booty przed atakowaniem okrętów desantowych wzdłuż Mason Line i podnosząc rannych marynarzy z tonącego trałowca USS „Tide” (AM-125), niszczyciela eskortowego USS „Rich” (DE-695) i niszczyciela USS „Corry” (DD-463). Gdy operacje inwazyjne dobiegały końca, Bulkeley otrzymał dowództwo nad swoim pierwszym dużym okrętem, niszczycielem USS „Endicott” (DD-495). W sierpniu 1944 roku został mianowany dowódcą rajdu dywersyjnego na port La Ciotat. Dwie brytyjskie kanonierki pod jego dowództwem znalazły się pod celnym ostrzałem niemieckiej korwety i uzbrojonego jachtu. Wkraczając do akcji z tylko jednym sprawnym działem, Bulkeley zaatakował obie wrogie jednostki z bliskiej odległości, zatapiając je. Później uratował brytyjskich marynarzy z wody, a następnie wielu niemieckich marynarzy. Następnie skomentował: „Co innego mogłem zrobić? Atakujesz, walczysz, wygrywasz. Taka jest reputacja naszej marynarki wojennej, wtedy i zawsze”.

### Zimna wojna
Podczas wojny koreańskiej w 1952 roku Bulkeley dowodził 132 Dywizjonem Niszczycieli. Po wojnie był szefem sztabu 5 Dywizjonu Krążowników.
Na początku lat 60. dowodził bazą Clarksville w stanie Tennessee, wówczas dowództwem trzech służb pod egidą Agencji Wsparcia Atomowego Obrony. Nie tracąc nic ze swojej odwagi wojennej, Bulkeley był znany z tego, że testował czujność Marines strzegących bazy, zakładając kostium ninja, czerniąc twarz i próbując przeniknąć do zastrzeżonego obszaru po zmroku bez wykrycia. Było to niebezpieczne zachowanie, ponieważ Marines nosili na patrolach załadowaną broń. Zawsze popularnego wśród swoich ludzi, którzy szanowali go i podziwiali, Bulkeleya można było zobaczyć jeżdżącego po bazie w jego czerwonym jak wóz strażacki sportowym samochodzie Triumph TR3 z miniaturą srebrnej łodzi torpedowej jako ozdobą maski.
Awansowany na kontradmirała przez prezydenta Johna F. Kennedy’ego, który również walczył w szeregach US Navy podczas II wojny światowej, Bulkeley został wysłany, aby dowodzić bazą morską w Guantanamo na Kubie, gdzie stawił czoła groźbie odcięcia dostaw wody przez rząd Kuby w odpowiedzi na inwazję w Zatoce Świń, nakazując instalację sprzętu odsalającego, aby baza stała się samowystarczalna.

### Emerytura i powrót do służby

Herb wiceadmirała Johna D. Bulkeleya

Przeszedł na emeryturę w 1975 roku. Został jednak ponownie powołany do czynnej służby, aby pełnić funkcję dowódcy Rady Inspekcji i Przeglądów Marynarki Wojennej, która przeprowadza inspekcje i przeglądy okrętów wojennych USA przed ich oddaniem do służby i rozmieszczeniem. W 1986 roku Bulkeley przeprowadził inspekcję pancernika USS „Iowa” (BB-61), znajdując w nim liczne nieprawidłowości i zalecając natychmiastowe wycofanie okrętu ze służby. Jego rada nie została posłuchana i trzy lata później na okręcie doszło do eksplozji wieży, w wyniku której zginęło 47 członków załogi. Później awansowany na wiceadmirała, Bulkeley ostatecznie przeszedł na emeryturę w 1988 roku po 55 latach służby.
6 kwietnia 1996 roku John D. Bulkeley zmarł w swoim domu w Silver Spring w stanie Maryland w wieku 84 lat. Został pochowany na Cmentarzu Narodowym w Arlington.

## Pamięć
US Navy nazwała na jego cześć niszczyciel rakietowy klasy Arleigh Burke: USS „Bulkeley”, który wszedł do służby w 2001 roku.